# RX 150
RX 150 är en buggy som används under motorsportsfestivalen Race of Champions.